# یاشونکا (استان لهستان کوچک‌تر)
یاشونکا (به لاتین: Jasionka) یک روستا در لهستان است که در گمینا سنکووا واقع شده‌است.